# Marin Franičević (pjesnik)
Marin Franičević (Vrisnik na Hvaru, 18. svibnja 1911. – Zagreb, 17. srpnja 1990.) bio je hrvatski pjesnik, književni povjesničar i kritičar. Brat je književnika Jure Franičevića-Pločara.
Od 1941. godine bio je sudionikom NOP-a te glavnim urednikom Slobodne Dalmacije i pokretačem i urednikom Književnika. U zbjegu u El Shattu voditelj je prosvjetno-propagandnoga odjela. Nakon Drugoga svjetskog rata urednikom je časopisa Republika. Bio je član Inicijativnoga odbora za osnivanje Sabora čakavskoga pjesništva, u Žminju 8. prosinca 1968.
Objavio je više pjesničkih zbirki: Zvijezda nad planinom, Vitar u Korenu, Sunčani sat, Sve masline, Na pojih i putih (suautor s Perom Ljubićem). Autorom je prve knjige kritika hrvatske književnosti nakon II. svjetskoga rata Pisci i problemi.
U vremenu nakon rata Franičević je prozivao onodobne hrvatske književnike, Vesnu Parun i Dobrišu Cesarića, zbog nedostatne partijnosti i ideološkoga pravovjerja.[provjeriti] Vremenom je Franičević izgubio boljševičke i jugoslavenske iluzije te se okrenuo dubinskom proučavanje starije hrvatske književnosti, vrhunac čega je monumentalna Povijest hrvatske renesansne književnosti iz 1983. godine. Riječima Slobodana Prosperova Novaka, »Ta je knjiga na svoj način piščev flagelantski iskup za grijehe kritičkog staljinizma. Nitko do tada nije napisao opsežniji pregled književne renesanse i nitko poput Franičevića nije tako suvereno prosudio vrijednost tadašnje lirike.«

## Spomen
- Memorijalna zbirka Marina Franičevića u Vrisniku, u sastavu Muzeja općine Jelsa. Sadrži Franičevićevu ostavštinu (7000 knjiga i namještaj njegove radne sobe).[3]

## Vanjske poveznice
Mrežna mjesta
- Franičević, Marin, Hrvatski biografski leksikon
- Franičević, Marin, Leksikon Marina Držića
- Marin Franičević, Pet stoljeća hrvatske drame (Uvod u diskusiju o sistematizaciji i valorizaciji dramske književnosti), Dani Hvarskoga kazališta 1/1975. (HAW)